# 김해 화엄사 지장보살본원경
김해 화엄사 지장보살본원경(金海 華嚴寺 地藏菩薩本願經)은 대한민국 경상남도 김해시 삼방동, 화엄사에 있는 불경이다. 2015년 6월 11일 경상남도의 유형문화재 제580호로 지정되었다.

## 지정사유
김해 화엄사 지장보살본원경은 지장보살의 본원공덕(本願功德)을 설한 경전으로 지옥에서 고통 받는 중생을 천도하여 극락에 오르게 하는 의식에 대한 방법이 수록되어 있어 이 경을 근거로 하여 사람이 죽으면 올리는 地藏齋와 사찰의 冥府殿에서 이루어지는 의식이 수행되었다.
본서(本書)는 ‘1616년’이라는 명확한 간행 기록(刊記)과 시주자들이 수록되어 있고, 그 인출 및 보관상태가 양호한 책이다. 특히 이 1616년 간행본은 임진왜란 이후, 우리나라 거의 전 지역을 휩쓴 전쟁으로 죽은 고혼(孤魂)들을 천도하기 위한 기초자료의 성격과 그 간행 의의가 주목되는 자료적 가치를 지니는 귀중서로 ‘경상남도 유형문화재’로 지정한다.

## 참고 자료
- 김해 화엄사 지장보살본원경 - 국가유산청 국가유산포털